# Viktor von Kraus
Viktor svobodný pán von Kraus (německy Victor Freiherr von Kraus) (22. června 1844 Pardubice – 27. srpna 1923 Vídeň) byl rakousko-uherský generál. V c. k. armádě sloužil od roku 1863 a bojoval ve válce s Pruskem (1866). Později strávil řadu let službou u dragounů v Brandýse nad Labem. Při odchodu do výslužby byl v roce 1904 povýšen do hodnosti generála jezdectva. Po rozpadu monarchie mu byla přiznána hodnost generála ve výslužbě v československé armádě (1919).

## Životopis

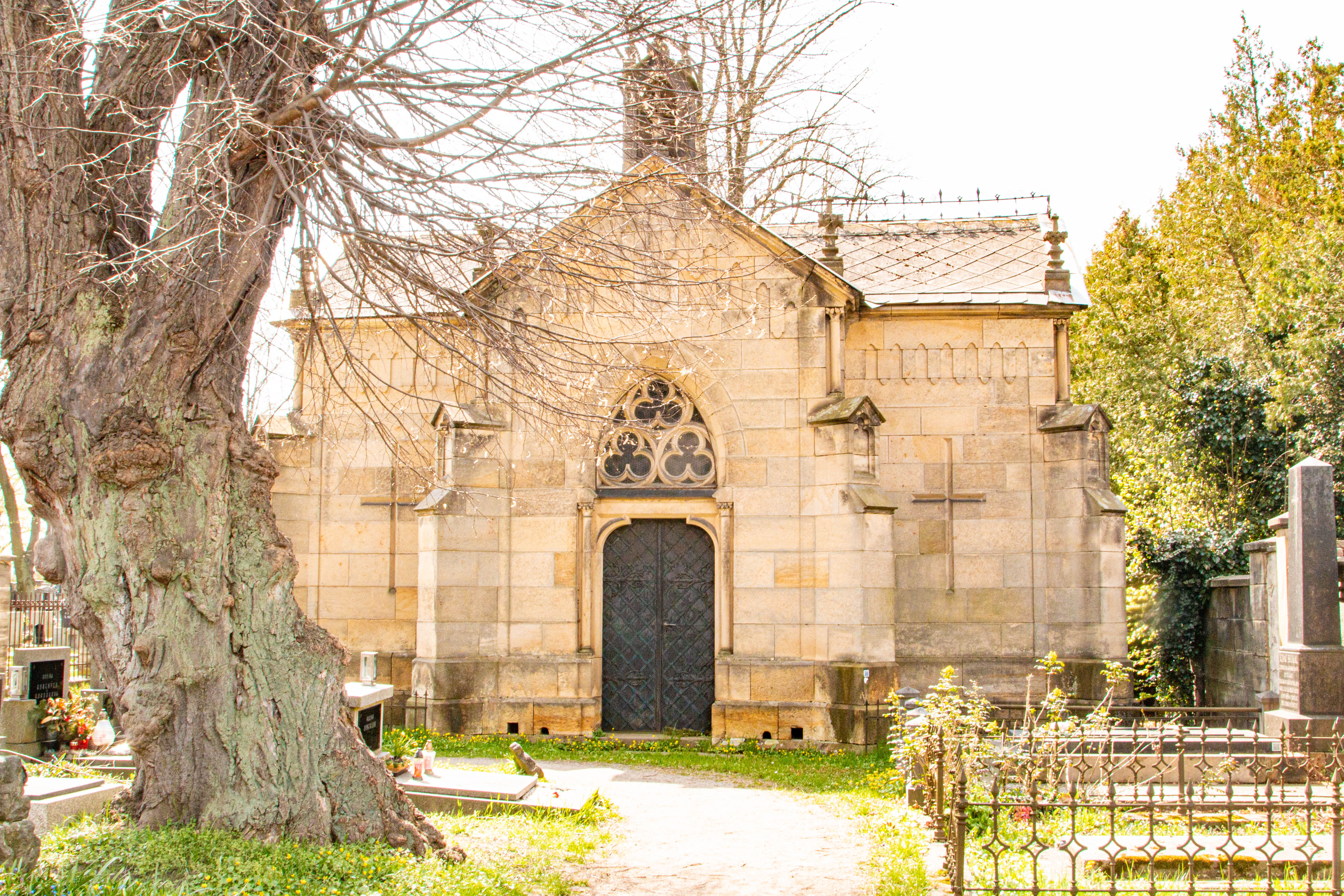
Hrobka rodu Krausů na Centrálním hřbitově v Pardubicích

Pocházel z vlivné pardubické rodiny židovského původu, narodil se jako nejstarší syn pardubického poštmistra a starosty Josefa Krause (1810–1892), po otci byl synovcem generála a českého místodržitele barona Alfreda Krause (1824–1909). Studoval nejprve v Rijece, poté na Tereziánské vojenské akademii ve Vídeňském Novém Městě a do armády vstoupil jako poručík v roce 1863. Za prusko-rakouské války se zúčastnil bojů ve východních Čechách a dosáhl hodnosti nadporučíka (1866). Později si doplnil vzdělání na Válečné škole (K.u.k. Kriegschule) ve Vídni a v roce 1870 byl zařazen do sboru důstojníků generálního štábu. Postupoval v hodnostech (rytmistr 1872, major 1881, podplukovník 1885) a řadu let sloužil u 13. dragounského pluku v Brandýse nad Labem. V roce 1888 byl jmenován plukovníkem a poté se stal velitelem 13. dragounského pluku přeloženého v roce 1890 do Vídně. Od roku 1875 užíval prostý šlechtický titul (Edler von Kraus) udělený jeho otci za zásluhy o rozvoj Pardubic. Císařským rozhodnutím z 10. srpna 1881 mohl užívat titul svobodného pána (Freiherr von Kraus), který krátce předtím získal strýc Alfred.
V roce 1894 byl povýšen na generálmajora a převzal velení 13. jezdecké brigády ve Stanislavi. V roce 1898 dosáhl hodnosti polního podmaršála a od roku 1899 byl velitelem 14. pěší divize v Prešpurku. V roce 1902 byl přidělen k 5. armádnímu sboru jako zástupce velitele arcivévody Bedřicha. V roce 1904 byl penzionován a při odchodu do výslužby obdržel čestnou hodnost generála jezdectva. Jako českému rodákovi mu byla po vzniku Československa přiznána hodnost generála III. třídy ve výslužbě v československé armádě s nárokem na penzi (1920). Během vojenské kariéry obdržel několik vyznamenání, byl rytířem Leopoldova řádu, nositelem Vojenského záslužného kříže a Vojenské záslužné medaile. Ve spojeneckém Německu získal pruský Řád červené orlice a bádenský Řád zähringenského lva.
Na penzi pobýval převážně ve Štýrském Hradci, zemřel ve Vídni na následky zranění poté, co byl sražen automobilem.  Byl pohřben v rodové hrobce Krausů na Centrálním hřbitově v Pardubicích.